# Новая Серпуховка
Новая Серпуховка (укр. Нова Серпухівка) — село в Лозовеньковском сельском совете Балаклейского района Харьковской области Украины.
Код КОАТУУ — 6320283603. Население по переписи 2001 г. составляет 48 (22/26 м/ж) человек.

## Географическое положение
Село Новая Серпуховка расположено в 1 км от села Вольное и в 4 км от села Лозовенька.
Находится село на склонах балки Узкая, по дну которой протекает пересыхающий ручей, перегороженный дамбами и образующий несколько прудов. Ручей впадает в реку Лозовенька.

## Экономика
- В селе есть молочно-товарная ферма.